# Grande-Bretagne aux Jeux olympiques d'été de 2012
La Grande-Bretagne participe aux Jeux olympiques de 2012 à Londres en tant que nation organisatrice. Il s'agit de sa 27e participation à des Jeux olympiques d'été. 

La délégation est connue sous le nom de Grande-Bretagne auprès du Comité international olympique bien qu'elle soit composée de sportifs venant de tout le Royaume-Uni, dont l'Irlande du Nord et de certains territoires britanniques d'outre-mer qui ne disposent pas de comité olympique, ainsi que des dépendances de la Couronne. En tant qu'organisatrice de l'événement, la Grande-Bretagne bénéficie de qualifications d'office dans plusieurs épreuves.

## Médaillés

### Médailles d'or
| Sport               | Discipline                         | Athlète(s)                                               | Performance         | Date     |
| Médailles d'or : 29 |                                    |                                                          |                     |          |
| Athlétisme          | Heptathlon                         | Jessica Ennis                                            | 6 955 points (RN)   | 4 août   |
| Athlétisme          | Saut en longueur                   | Greg Rutherford                                          | 8,31 m              | 4 août   |
| Athlétisme          | 10 000 m                           | Mohamed Farah                                            | 27 min 30 s 42      | 4 août   |
| Athlétisme          | 5 000 m                            | Mohamed Farah                                            |                     | 11 août  |
| Aviron              | Deux sans barreuse                 | Heather Stanning Helen Glover                            | 7 min 27 s 13       | 1er août |
| Aviron              | Deux de couple féminin             | Anna Watkins Katherine Grainger                          |                     | 3 août   |
| Aviron              | Quatre sans barreur hommes         | Alex Gregory Tom James Pete Reed Andrew Triggs-Hodge     |                     | 4 août   |
| Aviron              | Deux de couple poids légers femmes | Katherine Copeland Sophie Hosking                        |                     | 4 août   |
| Boxe                | Poids coqs hommes                  | Luke Campbell                                            | 14-11               | 11 août  |
| Boxe                | Poids mouches femme                | Nicola Adams                                             | 16-7                | 9 août   |
| Boxe                | Poids super-lourds hommes          | Anthony Joshua                                           |                     | 12 août  |
| Canoë-kayak         | C2                                 | Timothy Baillie Etienne Stott                            | 106 s 41            | 2 août   |
| Canoë-kayak         | K1 200 mètres hommes               | Edward McKeever                                          |                     | 11 août  |
| Cyclisme sur piste  | Vitesse par équipe masculine       | Philip Hindes Chris Hoy Jason Kenny                      | 42 s 600 (RM)       | 2 août   |
| Cyclisme sur piste  | Poursuite par équipes masculine    | Edward Clancy Geraint Thomas Steven Burke Peter Kennaugh | 3 min 51 s 659 (RM) | 3 août   |
| Cyclisme sur piste  | Vitesse individuelle masculine     | Jason Kenny                                              |                     | 6 août   |
| Cyclisme sur piste  | Omnium féminin                     | Laura Trott                                              |                     | 7 août   |
| Cyclisme sur piste  | Keirin masculin                    | Chris Hoy                                                |                     | 7 août   |
| Cyclisme sur piste  | Poursuite par équipes féminine     | Danielle King Laura Trott Joanna Rowsell                 | 3 min 15 s 669 (RM) | 4 août   |
| Cyclisme sur piste  | Keirin féminin                     | Victoria Pendleton                                       |                     | 3 août   |
| Cyclisme sur route  | Course CLM masculine               | Bradley Wiggins                                          | 50 min 39 s 54      | 1er août |
| Équitation          | Saut d'obstacles par équipes       | Nick Skelton Ben Maher Scott Brash Peter Charles         | 8 points            | 6 août   |
| Équitation          | Dressage par équipes               | Laura Bechtolsheimer Charlotte Dujardin Carl Hester      | 79.979%             | 7 août   |
| Équitation          | Dressage individuel                | Charlotte Dujardin                                       | 90.089%             | 9 août   |
| Tennis              | Simple messieurs                   | Andy Murray                                              |                     | 5 août   |
| Tir                 | Double trap hommes                 | Peter Robert Russell Wilson                              | 188                 | 2 août   |
| Taekwondo           | Moins de 57 kg femmes              | Jade Jones                                               |                     | 9 août   |
| Triathlon           | Triathlon masculin                 | Alistair Brownlee                                        | 1 h 46 min 25 s     | 7 août   |
| Voile               | Finn                               | Ben Ainslie                                              |                     | 5 août   |

| Sport              |    |    |    | Total |
| Athlétisme         | 4  | 2  | 0  | 6     |
| Aviron             | 4  | 2  | 3  | 7     |
| Boxe               | 3  | 1  | 1  | 5     |
| Canoë-kayak        | 2  | 1  | 1  | 4     |
| Cyclisme           | 8  | 2  | 2  | 12    |
| Équitation         | 3  | 1  | 1  | 5     |
| Gymnastique        | 0  | 1  | 3  | 4     |
| Hockey sur gazon   | 0  | 0  | 1  | 1     |
| Judo               | 0  | 1  | 1  | 2     |
| Natation           | 0  | 1  | 2  | 3     |
| Pentathlon moderne | 0  | 1  | 0  | 1     |
| Plongeon           | 0  | 0  | 1  | 1     |
| Taekwondo          | 1  | 0  | 1  | 2     |
| Tennis             | 1  | 1  | 0  | 2     |
| Tir                | 1  | 0  | 0  | 1     |
| Triathlon          | 1  | 0  | 1  | 2     |
| Voile              | 1  | 4  | 0  | 5     |
| Total              | 29 | 18 | 18 | 65    |

| Jour       |   |   |   | Total |
| 28 juillet | - | - | - | 0     |
| 29 juillet | - | 1 | 1 | 2     |
| 30 juillet | - | - | 1 | 1     |
| 31 juillet | - | 1 | - | 1     |
| 1er août   | 2 | 1 | 2 | 5     |
| 2 août     | 3 | 3 | - | 6     |
| 3 août     | 3 | - | 4 | 7     |
| 4 août     | 6 | 1 | - | 7     |
| 5 août     | 2 | 4 | 2 | 8     |
| 6 août     | 2 | - | 1 | 3     |
| 7 août     | 4 | 3 | 1 | 8     |
| 8 août     | - | - | - | 0     |
| 9 août     | 3 | 1 | 1 | 5     |
| 10 août    | - | 1 | 2 | 3     |
| 11 août    | 3 | - | 3 | 6     |
| 12 août    | 1 | 2 | - | 3     |

### Médailles d'argent
| Sport                   | Discipline                         | Athlète(s)                                                           | Performance   | Date       |
| Médailles d'argent : 18 |                                    |                                                                      |               |            |
| Athlétisme              | 400 m femmes                       | Christine Ohuruogu                                                   | 49 s 70       | 5 août     |
| Athlétisme              | Saut en hauteur hommes             | Robert Grabarz                                                       | 2,29 m        | 7 août     |
| Aviron                  | Quatre sans barreur poids légers   | Peter Chambers Rob Williams Richard Chambers Chris Bartley           |               | 2 août     |
| Aviron                  | Deux de couple poids légers hommes | Zac Purchase Mark Hunter                                             |               | 4 août     |
| Boxe                    | Poids welters hommes               | Freddie Evans                                                        | 9 - 17        | 12 août    |
| Canoë-kayak             | C2                                 | David Florence Richard Hounslow                                      | 106 s 77      | 2 août     |
| Cyclisme sur route      | Course en ligne féminine           | Elizabeth Armitstead                                                 |               | 29 juillet |
| Cyclisme sur piste      | Vitesse individuelle féminine      | Victoria Pendleton                                                   | 10 s 724 (RO) | 7 août     |
| Équitation              | Concours complet par équipes       | Nicola Wilson Mary King Zara Phillips Kristina Cook William Fox-Pitt | 138,20 points | 31 juillet |
| Gymnastique artistique  | cheval d'arçons hommes             | Louis Smith                                                          | 16.066        | 5 août     |
| Judo                    | Moins de 78 kg femmes              | Gemma Gibbons                                                        |               | 2 août     |
| Natation                | 200 m brasse hommes                | Michael Jamieson                                                     | 2 min 7 s 43  | 1er août   |
| Pentathlon moderne      | Compétition féminine               | Samantha Murray                                                      | 5356 points   | 12 août    |
| Tennis                  | Double Mixte                       | Laura Robson Andy Murray                                             |               | 5 août     |
| Voile                   | RS:X hommes                        | Nick Dempsey                                                         |               | 7 août     |
| Voile                   | Star hommes                        | Iain Percy Andrew Simpson                                            |               | 5 août     |
| Voile                   | 470 hommes                         | Stuart Bithell Luke Patience                                         |               | 9 août     |
| Voile                   | 470 femmes                         | Saskia Clark Hannah Mills                                            |               | 10 août    |

### Médailles de bronze
| Sport                    | Discipline                   | Athlète(s) | Performance    | Date       |
| Médailles de bronze : 18 |                              | |                |            |
| Aviron                   | Huit                         | Alex Partridge James Foad Tom Ransley Richard Egington Mohamed Sbihi Greg Searle Matthew Langridge Constantine Louloudis Phelan Hill                                                                                     | 5 min 51 s 18  | 1er août   |
| Aviron                   | Skiff                        | Alan Campbell |                | 3 août     |
| Aviron                   | Deux sans barreur            | George Nash William Satch |                | 3 août     |
| Boxe                     | Poids moyens hommes          | Anthony Ogogo |                | 11 août    |
| Canoë-kayak              | K2 200 mètres hommes         | Liam Heath Jon Schofield |                | 11 août    |
| Cyclisme sur piste       | Omnium masculin              | Ed Clancy |                | 5 août     |
| Cyclisme sur route       | Course CLM masculine         | Christopher Froome | 51 min 47 s 87 | 1er août   |
| Équitation               | Dressage individuel          | Laura Bechtolsheimer | 84.339%        | 9 août     |
| Gymnastique artistique   | Concours général par équipes | Sam Oldham Daniel Purvis Louis Smith Kristian Thomas Max Whitlock | 271.711 points | 30 juillet |
| Gymnastique artistique   | Cheval d'arçons              | Beth Tweddle |                | 6 août     |
| Gymnastique artistique   | Barres asymétriques          | Max Whitlock |                | 5 août     |
| Hockey sur gazon         | Tournoi féminin              | Beth Storry Emily Maguire Laura Unsworth Crista Cullen Anne Panter Hannah Macleod Helen Richardson Kate Walsh Chloe Rogers Laura Bartlett Alex Danson Georgie Twigg Ashleigh Ball Sally Walton Nicola White Sarah Thomas | 3-1            | 10 août    |
| Judo                     | Plus de 78 kg femmes         | Karina Bryant | 2 waza-ari     | 3 août     |
| Natation                 | 400 m nage libre femmes      | Rebecca Adlington | 4 min 3 s 01   | 29 juillet |
| Natation                 | 800 m nage libre femmes      | Rebecca Adlington | 8 min 20 s 32  | 3 août     |
| Plongeon                 | Haut-vol à 10 mètres hommes  | Tom Daley |                | 11 août    |
| Taekwondo                | Moins de 80 kg hommes        | Lutalo Muhammad |                | 10 août    |
| Triathlon                | Triathlon masculin           | Jonathan Brownlee |                | 7 août     |

## Athlétisme
Les athlètes britanniques doivent passer comme les autres nations par des minima pour disputer les épreuves d'athlétisme des JO. Ils ont jusqu'ici atteint les minima de qualification dans les épreuves d'athlétisme suivantes (pour chaque épreuve, un pays peut engager trois athlètes à condition qu'ils aient réussi chacun les minima A de qualification, un seul athlète par nation est inscrit sur la liste de départ si seuls les minima B sont réussis), :
Minima A réalisé par trois athlètes (ou plus)
- 100 mètres hommes
- 200 mètres hommes
- 400 mètres haies hommes
- Lancer du disque hommes
- 100 mètres femmes
- 400 mètres femmes
- 800 mètres femmes
- Marathon femmes

Minima A réalisé par deux athlètes
- 10 000 mètres hommes
- Saut en longueur hommes
- 100 mètres haies femmes
- 200 mètres femmes
- 1 500 mètres femmes
- 3 000 mètres steeple femmes
- Saut à la perche femmes
- Heptathlon femmes

Minima A réalisé par un athlète
- 110 mètres haies hommes
- 800 mètres hommes
- 5 000 mètres hommes
- Marathon hommes
- Saut en hauteur hommes
- Triple saut hommes
- 400 mètres haies femmes
- Lancer du javelot femmes
- Saut en longueur femmes
- 20 kilomètres marche femmes

Minima B réalisé par un athlète (ou plus)
- 400 mètres hommes
- 1 500 mètres hommes
- 3 000 mètres steeple hommes
- Lancer du javelot hommes
- Saut à la perche hommes
- Triple saut femmes
- Lancer du disque femmes
- Lancer du marteau femmes

## Aviron
La Grande-Bretagne a qualifié des rameurs dans toutes les compétitions, excepté le Skiff femmes.
Hommes
| Athlète | Compétition                      | Séries        | Séries | Repêchage | Repêchage | Quarts de finale | Quarts de finale | Demi-finales | Demi-finales | Finales | Finales |
| Athlète | Compétition                      | Temps         | Rang   | Temps     | Rang      | Temps            | Rang             | Temps        | Rang         | Temps   | Rang    |
| --- | -------------------------------- | ------------- | ------ | --------- | --------- | ---------------- | ---------------- | ------------ | ------------ | ------- | ------- |
| Alan Campbell | Skiff                            |               |        |           |           |                  |                  |              |              |         |         |
| Bill Lucas Sam Townsend | Deux de couple                   | 6 min 11 s 94 | 2e     |           |           | NC               | NC               |              |              |         |         |
| Charles Cousins Stephen Rowbotham Tom Solesbury Matthew Wells                                                                                  | Quatre de couple                 |               |        |           |           | NC               | NC               |              |              |         |         |
| George Nash Will Satch | Deux sans barreur                |               |        |           |           | NC               | NC               |              |              |         |         |
| Alex Gregory Tom James Pete Reed Andrew Triggs-Hodge                                                                                           | Quatre sans barreur              |               |        |           |           | NC               | NC               |              |              |         |         |
| Mark Hunter Zac Purchase | Deux de couple poids légers      |               |        |           |           | NC               | NC               |              |              |         |         |
| Chris Bartley Peter Chambers Richard Chambers Rob Williams                                                                                     | Quatre sans barreur poids légers |               |        |           |           | NC               | NC               |              |              |         |         |
| Richard Egington James Foad Matthew Langridge Constantine Louloudis Alex Partridge Tom Ransley Mohamed Sbihi Greg Searle Phelan Hill (barreur) | Huit                             |               |        |           |           | NC               | NC               | NC           | NC           |         |         |

Femmes
| Athlète | Compétition                 | Séries             | Séries | Repêchage | Repêchage | Demi-finales | Demi-finales | Finales | Finales |
| Athlète | Compétition                 | Temps              | Rang   | Temps     | Rang      | Temps        | Rang         | Temps   | Rang    |
| --- | --------------------------- | ------------------ | ------ | --------- | --------- | ------------ | ------------ | ------- | ------- |
| Katherine Grainger Anna Watkins | Deux de couple              |                    | 1re    |           |           | NC           | NC           |         |         |
| Debbie Flood Frances Houghton Beth Rodford Melanie Wilson                                                                                        | Quatre de couple            | 6 min 20 s 71      | 2e     |           |           | NC           | NC           |         |         |
| Helen Glover Heather Stanning | Deux sans barreur           | 6 min 57 s 29 (RO) | 1re    |           |           | NC           | NC           |         |         |
| Katherine Copeland Sarah Hosking | Deux de couple poids légers |                    |        |           |           |              |              |         |         |
| Jessica Eddie Katie Greves Lindsey Maguire Natasha Page Louisa Reeve Victoria Thornley Annabel Vernon Olivia Whitlam Caroline O'Connor (barreur) | Huit                        |                    |        |           |           | NC           | NC           |         |         |

## Badminton
| Athlète                     | Compétition      | Phase de groupe  | Phase de groupe  | Phase de groupe  | Phase de groupe | 8e de finale     | Quarts de finale | Demi-finales     | Finale           | Finale |
| Athlète                     | Compétition      | Adversaire Score | Adversaire Score | Adversaire Score | Rang            | Adversaire Score | Adversaire Score | Adversaire Score | Adversaire Score | Rang   |
| --------------------------- | ---------------- | ---------------- | ---------------- | ---------------- | --------------- | ---------------- | ---------------- | ---------------- | ---------------- | ------ |
| Rajiv Ouseph                | Simple messieurs |                  |                  |                  |                 |                  |                  |                  |                  |        |
| Susan Egelstaff             | Simple dames     |                  |                  |                  |                 |                  |                  |                  |                  |        |
| Chris Adcock Imogen Bankier | Double mixte     |                  |                  |                  |                 | NC               |                  |                  |                  |        |

## Basket-ball
Contrairement aux autres sports par équipes, la qualification des équipes du Royaume-Uni en tant que pays hôte n'était au départ pas automatique. Comme le Royaume-Uni n'avait pas de représentation jusqu'en 2006, Celle-ci est assujettie à certaines revendications de la part de la FIBA. Celles-ci concernent l'avenir du basket-ball au Royaume-Uni. Des critères sportifs sont également mis en place. Les équipes britanniques doivent ainsi participer au championnat d'Europe de 2011. Les hommes obtiennent leur qualification pour le championnat d'Europe 2011, disputé en Lituanie, en terminant en tête de leur groupe de qualification lors de l'été 2010.
Finalement, les deux équipes représentant le Royaume-Uni sont finalement admises en tant que pays hôte lors d'une réunion de la FIBA en mars 2011 à Lyon.

### Tournoi masculin
Classement
| # | Équipe          | Pts | J | GP | P   | PP  | PC   | Diff |
| - | --------------- | --- | - | -- | --- | --- | ---- | ---- |
| 1 | Russie          | 9   | 4 | 1  | 400 | 359 | +41  | +1   |
| 2 | Brésil          | 9   | 4 | 1  | 402 | 349 | +53  | -1   |
| 3 | Espagne         | 8   | 3 | 2  | 414 | 394 | +20  | +12  |
| 4 | Australie       | 8   | 3 | 2  | 410 | 373 | +37  | -12  |
| 5 | Grande-Bretagne | 6   | 1 | 4  | 380 | 405 | -25  |      |
| 6 | Chine           | 4   | 0 | 5  | 313 | 439 | -126 |      |

|  | Qualifié pour les quarts de finale                                                                                       |
|  | Pts points ; J match joué ; G victoires ; P défaites PP points marqués ; PC points encaissés ; Diff différence de points |

Matchs
| 29 juillet 2012 | Russie | 95-75   | Grande-Bretagne | Basketball Arena, Londres |  |
| 20 h 00 CEST    |        | (49-34) |                 |                           |  |

| 31 juillet 2012 | Grande-Bretagne | 62-67   | Brésil | Basketball Arena, Londres |  |
| 16 h 45 CEST    |                 | (27-27) |        |                           |  |

| 2 août 2012  | Espagne | 79-78   | Grande-Bretagne | Basketball Arena, Londres |  |
| 20 h 00 CEST |         | (37-29) |                 |                           |  |

| 4 août 2012  | Grande-Bretagne | 75-106  | Australie | Basketball Arena, Londres |  |
| 20 h 00 CEST |                 | (46-36) |           |                           |  |

| 6 août 2012  | Grande-Bretagne | 90-58   | Chine | Basketball Arena, Londres |  |
| 16 h 45 CEST |                 | (46-31) |       |                           |  |

### Tournoi féminin
Classement
| # | Équipe          | Pts | GP | P | PP  | PC  | Diff |
| - | --------------- | --- | -- | - | --- | --- | ---- |
| 1 | France          | 10  | 5  | 0 | 356 | 319 | +37  |
| 2 | Australie       | 9   | 4  | 1 | 353 | 322 | +31  |
| 3 | Russie          | 8   | 3  | 2 | 314 | 308 | +6   |
| 4 | Canada          | 7   | 2  | 3 | 328 | 332 | -4   |
| 5 | Brésil          | 6   | 1  | 4 | 329 | 354 | -25  |
| 6 | Grande-Bretagne | 5   | 0  | 5 | 327 | 372 | -45  |

|  | Qualifié pour les quarts de finale                                                                        |
|  | Pts points ; G victoires ; P défaites PP points marqués ; PC points encaissés ; Diff différence de points |

Matchs
| 28 juillet 2012 | Australie | 74 - 58   | Grande-Bretagne | Basketball Arena, Londres |  |
| 22 h 15 CEST    |           | (39 - 26) |                 |                           |  |

| 30 juillet 2012 | Grande-Bretagne | 65 - 73   | Canada | Basketball Arena, Londres |  |
| 20 h 00 CEST    |                 | (32 - 36) |        |                           |  |

| 1er août 2012 | Grande-Bretagne | 61 - 67   | Russie | Basketball Arena, Londres |  |
| 16 h 45 CEST  |                 | (27 - 39) |        |                           |  |

| 3 août 2012  | France | 80 - 77 (a-p) | Grande-Bretagne | Basketball Arena, Londres |  |
| 20 h 00 CEST |        | (27 - 23)     |                 |                           |  |

| 5 août 2012  | Grande-Bretagne | 66 - 78   | Brésil | Basketball Arena, Londres |  |
| 22 h 15 CEST |                 | (36 - 39) |        |                           |  |

## Boxe
La Grande-Bretagne en tant que nation hôte peut engager cinq boxeurs masculins et une boxeuse féminine lors des Jeux. Aucun choix n'a encore été confirmer à l'Association internationale de boxe amateur sur le nom des boxeurs retenus, ni sur les catégories de poids sélectionnées.
- Compétitions hommes - 5 places (catégories à déterminer)
- Compétitions femmes - 1 place (catégorie à déterminer)

## Canoë-kayak

### Course en ligne
La nation hôte bénéficie d'office d'une place dans l'épreuve du K1 1000 mètres messieurs, C1 1000 mètres messieurs et K1 500 mètres dames. D'autres céistes peuvent encore se qualifier par le biais des championnats du monde 2011.
- K1 - 1000 mètres hommes - 1 place
- C1 - 1000 mètres hommes - 1 place
- K1 - 500 mètres femmes - 1 place

### Slalom
La Grande-Bretagne a le droit d'engager un bateau à chaque épreuve.
- K1 hommes - 1 place
- C1 hommes - 1 place
- C2 hommes - 1 embarcation de deux céistes
- K1 femmes - 1 place

## Cyclisme

### Cyclisme sur route
En cyclisme sur route, la Grande-Bretagne a qualifié cinq hommes et quatre femmes.
L'équipe masculine est composée de David Millar, Ian Stannard, Mark Cavendish, Bradley Wiggins et Christopher Froome. La British Olympic Association avait édicté une règle bannissant à vie les sportifs sanctionnés pour dopage des sélections olympiques. Cette règle, qui aurait empêché David Millar de participer à ces Jeux, a été annulée par l'Agence mondiale antidopage, car non-conforme au Code mondial antidopage,.
Hommes
| Athlète            | Compétition      | Temps          | Rang |
| ------------------ | ---------------- | -------------- | ---- |
| Mark Cavendish     | Course en ligne  | 5 min 46 s 37  | 29e  |
| Christopher Froome | Course en ligne  | 5 min 58 s 24  | 109e |
| Christopher Froome | Contre-la-montre | 51 min 47 s 87 | 3e   |
| David Millar       | Course en ligne  | 5 min 55 s 16  | 108e |
| Ian Stannard       | Course en ligne  | 5 min 46 s 47  | 94e  |
| Bradley Wiggins    | Course en ligne  | 5 min 47 s 14  | 103e |
| Bradley Wiggins    | Contre-la-montre | 50 min 39 s 54 | 1er  |

Femmes
| Athlète           | Compétition      | Temps          | Rang |
| ----------------- | ---------------- | -------------- | ---- |
| Lizzie Armitstead | Course en ligne  | 3 min 35 s 29  | 2e   |
| Lizzie Armitstead | Contre-la-montre | 39 min 26 s 24 | 10e  |
| Nicole Cooke      | Course en ligne  | 3 min 36 s 01  | 31e  |
| Lucy Martin       | Course en ligne  | 2 min 31 s 34  | HD   |
| Emma Pooley       | Course en ligne  | 3 min 37 s 26  | 40e  |
| Emma Pooley       | Contre-la-montre | 38 min 37 s 70 | 6e   |

### Cyclisme sur piste
Sur piste, Chris Hoy ne défendra pas son titre en vitesse, la place étant attribuée à Jason Kenny.
Vitesse
| Athlète                             | Compétition                 | Qualification | Séries                   | Quarts de finale         | Demi-finales             | Finale                   | Finale |
| Athlète                             | Compétition                 | Temps Vitesse | Adversaire Temps Vitesse | Adversaire Temps Vitesse | Adversaire Temps Vitesse | Adversaire Temps Vitesse | Rang   |
| ----------------------------------- | --------------------------- | ------------- | ------------------------ | ------------------------ | ------------------------ | ------------------------ | ------ |
| Jason Kenny                         | Vitesse individuelle hommes |               |                          |                          |                          |                          |        |
| Philip Hindes Chris Hoy Jason Kenny | Vitesse par équipes hommes  |               | NC                       |                          | NC                       |                          |        |
| Victoria Pendleton                  | Vitesse individuelle femmes |               |                          |                          |                          |                          |        |
| Victoria Pendleton Jessica Varnish  | Vitesse par équipes femmes  |               | NC                       |                          | NC                       |                          |        |

Keirin
| Athlète            | Compétition   | 1er tour | Repêchage | 2e tour | Finale |
| Athlète            | Compétition   | Rang     | Rang      | Rang    | Rang   |
| ------------------ | ------------- | -------- | --------- | ------- | ------ |
| Chris Hoy          | Keirin hommes |          |           |         |        |
| Victoria Pendleton | Keirin femmes |          |           |         |        |

Poursuite
| Athlète                                                                 | Compétition                  | Qualification | Qualification | Demi-finales        | Demi-finales | Finale              | Finale |
| Athlète                                                                 | Compétition                  | Temps         | Rang          | Adversaire Résultat | Rang         | Adversaire Résultat | Rang   |
| ----------------------------------------------------------------------- | ---------------------------- | ------------- | ------------- | ------------------- | ------------ | ------------------- | ------ |
| Steven Burke Edward Clancy Peter Kennaugh Andrew Tennant Geraint Thomas | Poursuite par équipes hommes |               |               |                     |              |                     |        |
| Wendy Houvenaghel Danielle King Joanna Rowsell Laura Trott              | Poursuite par équipes femmes |               |               |                     |              |                     |        |

Omnium
| Athlète       | Compétition   | Tour lancé | Tour lancé | Course aux points | Course aux points | Élimination | Poursuite           | Poursuite | Scratch | Scratch | Contre-la-montre | Contre-la-montre | Total | Rang |
| Athlète       | Compétition   | Temps      | Rang       | Points            | Rang              | Rang        | Adversaire Résultat | Temps     | Rang    | Temps   | Rang             | Rang             | Total | Rang |
| ------------- | ------------- | ---------- | ---------- | ----------------- | ----------------- | ----------- | ------------------- | --------- | ------- | ------- | ---------------- | ---------------- | ----- | ---- |
| Edward Clancy | Omnium hommes |            |            |                   |                   |             |                     |           |         |         |                  |                  |       |      |
| Laura Trott   | Omnium femmes |            |            |                   |                   |             |                     |           |         |         |                  |                  |       |      |

### VTT
| Athlète      | Compétition              | Temps | Rang |
| ------------ | ------------------------ | ----- | ---- |
| Liam Killeen | Cross-country VTT hommes |       |      |
| Annie Last   | Cross-country VTT femmes |       |      |

### BMX
| Athlète       | Compétition | Qualifications | Qualifications | Quarts de finale | Quarts de finale | Demi-finales | Demi-finales | Finale   | Finale |
| Athlète       | Compétition | Résultat       | Rang           | Résultat         | Rang             | Résultat     | Rang         | Résultat | Rang   |
| ------------- | ----------- | -------------- | -------------- | ---------------- | ---------------- | ------------ | ------------ | -------- | ------ |
| Liam Phillips | BMX hommes  |                |                |                  |                  |              |              |          |        |
| Shanaze Reade | BMX femmes  |                |                | NC               | NC               |              |              |          |        |

## Équitation
La Grande-Bretagne reçoit automatiquement une équipe et le nombre maximum de concurrents individuels dans chacune des trois disciplines : dressage, concours complet et saut d'obstacles.

### Concours complet
| Athlète                                                          | Cheval            | Compétition | Dressage  | Dressage | Cross-country | Cross-country | Saut d'obstacles | Saut d'obstacles | Saut d'obstacles | Saut d'obstacles | Total     | Total |
| Athlète                                                          | Cheval            | Compétition | Dressage  | Dressage | Cross-country | Cross-country | Qualification    | Qualification    | Finale           | Finale           | Total     | Total |
| Athlète                                                          | Cheval            | Compétition | Pénalités | Rang     | Pénalités     | Rang          | Pénalités        | Rang             | Pénalités        | Rang             | Pénalités | Rang  |
| ---------------------------------------------------------------- | ----------------- | ----------- | --------- | -------- | ------------- | ------------- | ---------------- | ---------------- | ---------------- | ---------------- | --------- | ----- |
| Tina Cook                                                        | Miners Frolic     | Individuel  | 42.00     | 14       | 42.00         | 5             | 43.00            | 4                | 51.00            | 6                | 51.00     | 6     |
| William Fox-Pitt                                                 | Lionheart         | Individuel  | 44.10     | 17e      | (53.30)       | 22e           | (53.30)          | 15e (éliminé)    | –                | –                | –         | –     |
| Mary King                                                        | Imperial Cavalier | Individuel  | 40.90     | 12e      | 42.10         | 6e            | 42.10            | 3e               | 50.10            | 5e               | 50.10     | 5e    |
| Zara Phillips                                                    | High Kingdom      | Individuel  | (46.10)   | 24e      | 46.10         | 10e           | 53.10            | 14e              | 53.10            | 8e               | 53.10     | 8e    |
| Nicola Wilson                                                    | Opposition Buzz   | Individuel  | (51.70)   | 39e      | (51.70)       | 20e           | (55.70)          | 19e (éliminée)   | –                | –                | –         | –     |
| Tina Cook William Fox-Pitt Mary King Zara Phillips Nicola Wilson | Voir ci-dessus    | Par équipes | 127.00    | 3e       | 130.20        | 2e            | 138.20           | 2e               | NC               | NC               | NC        | NC    |

### Dressage
| Athlète                                             | Cheval         | Compétition | Grand Prix | Grand Prix | Grand Prix Spécial | Grand Prix Spécial | Grand Prix Libre | Grand Prix Libre |
| Athlète                                             | Cheval         | Compétition | Score      | Rang       | Score              | Rang               | Score            | Rang             |
| --------------------------------------------------- | -------------- | ----------- | ---------- | ---------- | ------------------ | ------------------ | ---------------- | ---------------- |
| Laura Bechtolsheimer                                | Mistral Hojris | Individuel  | 76.839     | 7e         | 77.794             | 5e                 | 84.339           | 3e               |
| Richard Davison                                     | Hiscox Artemis | Individuel  | 72.812     | 18e        | 70.524             | 25e (éliminé)      | –                | –                |
| Charlotte Dujardin                                  | Valegro        | Individuel  | 83.663     | 1er        | 83.286             | 1er                | 90.089           | 1er              |
| Carl Hester                                         | Uthopia        | Individuel  | 77.720     | 5e         | 80.571             | 3e                 | 82.857           | 5e               |
| Laura Bechtolsheimer Charlotte Dujardin Carl Hester | Voir ci-dessus | Par équipes | 79.407     | 1er        | 79.979             | 1er                | NC               | NC               |

### Saut d'obstacles
| Athlète                                          | Cheval         | Compétition | Qualification | Qualification | Qualification | Qualification | Qualification | Qualification | Qualification | Qualification | Qualification | Qualification | Finale    | Finale   | Finale    | Finale   | Total     | Total |   |
| Athlète                                          | Cheval         | Compétition | 1er tour      | 1er tour      | 2e tour       | 2e tour       | 2e tour       | 3e tour       | 3e tour       | 3e tour       | Barrage       | Barrage       | Finale A  | Finale A | Finale B  | Finale B | Total     | Total |   |
| Athlète                                          | Cheval         | Compétition | Pénalités     | Rang          | Pénalités     | Total         | Rang          | Pénalités     | Total         | Rang          | Pénalités     | Rang          | Pénalités | Rang     | Pénalités | Rang     | Pénalités | Rang  |   |
| ------------------------------------------------ | -------------- | ----------- | ------------- | ------------- | ------------- | ------------- | ------------- | ------------- | ------------- | ------------- | ------------- | ------------- | --------- | -------- | --------- | -------- | --------- | ----- | - |
| Scott Brash                                      | Hello Sanctos  | Individuel  | 4             | 42e           | 4             | 8             | 31e           | 0             | 8             | 11e           | -             | -             | 0         | 1er      | 4         | 5e       | 4         | 5e    |   |
| Peter Charles                                    | Vindicat W     | Individuel  | 10            | 65e           | 8             | 18            | (éliminé)     | 5             | 23            | (éliminé)     | -             | -             | –         | –        | –         | –        | –         | –     | – |
| Ben Maher                                        | Tripple X III  | Individuel  | 0             | 1er           | 0             | 0             | 1er           | 4             | 4             | 4e            | -             | -             | 4         | 11e      | 4         | 9e       | 8         | 9e    |   |
| Nick Skelton                                     | Big Star       | Individuel  | 0             | 1er           | 0             | 0             | 1er           | 0             | 0             | 1er           | -             | -             | 0         | 1er      | 4         | 5e       | 4         | 5e    |   |
| Scott Brash Peter Charles Ben Maher Nick Skelton | Voir ci-dessus | Par équipes | NC            | NC            | 4             | NC            | 2e ex æquo    | 4             | 8             | 1er ex æquo   | 4 0           | 1er           | –         | –        | –         | –        | –         | –     | – |

## Escrime
En tant que pays hôte, la Grande-Bretagne reçoit 8 places pouvant être attribuées à n'importe qu'elles épreuves d'escrime.
Hommes
| Athlète                                   | Compétition         | 1/32 de finale   | 1/16 de finale     | 1/8 de finale    | Quarts de finale | Demi-finales     | Finale           | Finale |
| Athlète                                   | Compétition         | Adversaire Score | Adversaire Score   | Adversaire Score | Adversaire Score | Adversaire Score | Adversaire Score | Rang   |
| ----------------------------------------- | ------------------- | ---------------- | ------------------ | ---------------- | ---------------- | ---------------- | ---------------- | ------ |
| James Davis                               | Fleuret individuel  | exempt           | Joppich (GER)      |                  |                  |                  |                  |        |
| Richard Kruse                             | Fleuret individuel  | exempt           | Akhmatkhuzin (RUS) |                  |                  |                  |                  |        |
| Husayn Rosowsky                           | Fleuret individuel  | Samandi (MAR)    |                    |                  |                  |                  |                  |        |
| James Davis Richard Kruse Husayn Rosowsky | Fleuret par équipes | NC               | NC                 | NC               |                  |                  |                  |        |
| James Honeybone                           | Sabre individuel    | Pryiemka (BLR)   |                    |                  |                  |                  |                  |        |

Femmes
| Athlète                                      | Compétition         | 1/32 de finale       | 1/16 de finale   | 1/8 de finale    | Quarts de finale | Demi-finales     | Finale           | Finale |
| Athlète                                      | Compétition         | Adversaire Score     | Adversaire Score | Adversaire Score | Adversaire Score | Adversaire Score | Adversaire Score | Rang   |
| -------------------------------------------- | ------------------- | -------------------- | ---------------- | ---------------- | ---------------- | ---------------- | ---------------- | ------ |
| Corinna Lawrence                             | Épée individuelle   | Bravo Aranguiz (CHI) |                  |                  |                  |                  |                  |        |
| Anna Bentley                                 | Fleuret individuel  | Peterson (CAN)       |                  |                  |                  |                  |                  |        |
| Natalia Sheppard                             | Fleuret individuel  | Troiano (GBR)        |                  |                  |                  |                  |                  |        |
| Sophie Troiano                               | Fleuret individuel  | Sheppard (GBR)       |                  |                  |                  |                  |                  |        |
| Anna Bentley Natalia Sheppard Sophie Troiano | Fleuret par équipes | NC                   | NC               | NC               |                  |                  |                  |        |
| Louise Bond-Williams                         | Sabre individuel    | NC                   |                  |                  |                  |                  |                  |        |
| Sophie Williams                              | Sabre individuel    | NC                   |                  |                  |                  |                  |                  |        |

## Football
Les deux équipes de football (hommes et femmes) participeront aux JO.
Une équipe de football britannique masculine est en compétition lors des Jeux olympiques pour la première fois depuis 1960. L'équipe devait initialement être composée uniquement de joueurs anglais, les associations nationales de l'Écosse, du Pays de Galles et d'Irlande du Nord ayannt refusé de prendre part, mais ayant convenu de ne pas empêcher l'utilisation d'une équipe 100 % anglaise. Finalement, l'équipe masculine comprend treize joueurs anglais et cinq joueurs gallois - dont le capitaine, Ryan Giggs. La Fédération de football de Galles indique qu'elle ne sanctionnera pas les cinq Gallois pour leur participation. L'équipe féminine comprend seize Anglaises et deux Écossaises.

L'ancien capitaine de l'Angleterre David Beckham, qui a été impliqué dans la promotion de la candidature de Londres pour accueillir les Jeux, a exprimé un intérêt à apparaître comme l'un des trois joueurs âgés de plus de 23 ans dans l'équipe, mais il n'a pas été retenu dans l'équipe.
L'équipe masculine est managée par Stuart Pearce et l'équipe féminine par Hope Powell.

### Tournoi masculin
Classement
| Rang | Équipe              | Pts | J | G | N | P | Bp | Bc | Diff |
| ---- | ------------------- | --- | - | - | - | - | -- | -- | ---- |
| 1    | Uruguay             | 3   | 3 | 1 | 0 | 2 | 2  | 4  | -2   |
| 2    | Grande-Bretagne     | 7   | 3 | 2 | 1 | 0 | 5  | 2  | +3   |
| 3    | Sénégal             | 5   | 3 | 1 | 2 | 0 | 4  | 2  | +2   |
| 4    | Émirats arabes unis | 1   | 3 | 0 | 1 | 2 | 3  | 6  | -3   |

|  | Qualifié pour le deuxième tour de la compétition.                                                                  |
|  | Pts points ; G victoires ; N match nuls ; P défaites Bp buts marqués ; Bc buts encaissés ; Diff différence de buts |

Matchs
| 26 juillet 2012 | Grande-Bretagne | 1 - 1   | Sénégal    | Old Trafford, Manchester |  |
| 19 h 45 CEST    | Bellamy 20e     | (1 - 0) | Konaté 82e |                          |  |
| 19 h 45 CEST    | Rapport         |         |            |                          |  |

| 29 juillet 2012 | Grande-Bretagne                          | 3-1   | Émirats arabes unis | Stade Wembley, Londres |                      |
| 19 h 45 CEST    | Giggs 17e · Sinclair 73e · Sturridge 76e | (1-0) | Eisa 60e            | Spectateurs : 85 137   | Spectateurs : 85 137 |
| 19 h 45 CEST    | Rapport                                  |       |                     | Spectateurs : 85 137   | Spectateurs : 85 137 |

| 1er août 2012 | Grande-Bretagne | 1-0   | Uruguay | Millennium Stadium, Cardiff |                      |
| 19 h 45 CEST  | 45+1e Sturridge | (1-0) |         | Spectateurs : 70 438        | Spectateurs : 70 438 |

1/4 de Finale
| 4 août 2012 | Grande-Bretagne | 1 - 1 (4-5 t.a.b.) | Corée du sud | Millennium Stadium, Cardiff |  |
| CEST        | 36e sp Ramsey   | (1 - 1)            | 29e Ji       |                             |  |
| CEST        | Rapport         |                    |              |                             |  |

### Tournoi féminin
Sélection
| #           | Nom                | Club            | Âge        | Joués      | But inscrit | Averti     | Carton jaune · Carton jaune · Carton rouge | Carton rouge |
| Entraîneur  | Entraîneur         | Entraîneur      | Entraîneur | Entraîneur | Entraîneur  | Entraîneur | Entraîneur                                 | Entraîneur   |
| ----------- | ------------------ | --------------- | ---------- | ---------- | ----------- | ---------- | ------------------------------------------ | ------------ |
|             | Hope Powell        |                 |            |            |             |            |                                            |              |
| Gardiennes  |                    |                 |            |            |             |            |                                            |              |
| 1           | Karen Bardsley     | Linköpings FC   | 27         | 4          | 0           | 0          | 0                                          | 0            |
| 18          | Rachel Brown       | Everton         | 32         | 0          | 0           | 0          | 0                                          | 0            |
| Défenseurs  |                    |                 |            |            |             |            |                                            |              |
| 2           | Alex Scott         | Arsenal         | 27         | 4          | 0           | 0          | 0                                          | 0            |
| 3           | Stephanie Houghton | Arsenal         | 24         | 4          | 3           | 0          | 0                                          | 0            |
| 5           | Sophie Bradley     | Lincoln         | 22         | 3          | 0           | 0          | 0                                          | 0            |
| 6           | Casey Stoney (c)   | Lincoln         | 30         | 4          | 1           | 0          | 0                                          | 0            |
| 13          | Ifeoma Dieke       | Vittsjö GIK     | 31         | 2          | 0           | 0          | 0                                          | 0            |
| 16          | Claire Rafferty    | Chelsea         | 23         | 0          | 0           | 0          | 0                                          | 0            |
| Milieux     |                    |                 |            |            |             |            |                                            |              |
| 4           | Jill Scott         | Everton         | 4          | 4          | 1           | 0          | 0                                          | 0            |
| 8           | Fara Williams      | Everton         | 8          | 4          | 0           | 0          | 0                                          | 0            |
| 11          | Rachel Yankey      | Arsenal         | 11         | 4          | 0           | 0          | 0                                          | 0            |
| 14          | Anita Asante       | Göteborg        | 14         | 4          | 0           | 1          | 0                                          | 0            |
| Attaquantes |                    |                 |            |            |             |            |                                            |              |
| 7           | Karen Carney       | Birmingham City | 7          | 4          | 0           | 0          | 0                                          | 0            |
| 9           | Ellen White        | Arsenal         | 9          | 3          | 0           | 0          | 0                                          | 0            |
| 10          | Kelly Smith        | Arsenal         | 10         | 3          | 0           | 0          | 0                                          | 0            |
| 12          | Kim Little         | Arsenal         | 12         | 4          | 0           | 0          | 0                                          | 0            |
| 15          | Eniola Aluko       | Birmingham City | 15         | 4          | 0           | 0          | 0                                          | 0            |
| 17          | Rachel Williams    | Birmingham City | 17         | 1          | 0           | 0          | 0                                          | 0            |

Classement
| Rang | Équipe           | Pts | J | G | N | P | Bp | Bc | Diff |
| ---- | ---------------- | --- | - | - | - | - | -- | -- | ---- |
| 1    | Grande-Bretagne  | 9   | 3 | 3 | 0 | 0 | 5  | 0  | +5   |
| 2    | Brésil           | 6   | 3 | 2 | 0 | 1 | 6  | 1  | +5   |
| 3    | Nouvelle-Zélande | 3   | 3 | 1 | 0 | 2 | 3  | 3  | 0    |
| 4    | Cameroun         | 0   | 3 | 0 | 0 | 3 | 1  | 11 | -10  |

|  | Qualifié pour le deuxième tour de la compétition.                                                                            |
|  | Pts points ; J joués ; G victoires ; N match nuls ; P défaites Bp buts marqués ; Bc buts encaissés ; Diff différence de buts |

Matchs
| 25 juillet 2012 | Grande-Bretagne | 1-0   | Nouvelle-Zélande | Millennium, Cardiff |  |
| 16h00 CEST      | 45e Houghton    | (1-0) |                  |                     |  |
| 16h00 CEST      | Rapport         |       |                  |                     |  |

| 28 juillet 2012 | Grande-Bretagne                       | 3 - 0   | Cameroun | Millennium, Cardiff |  |
| 17h15 CEST      | 18e Stoney · 23e Scott · 82e Houghton | (2 - 0) |          |                     |  |
| 17h15 CEST      | Rapport                               |         |          |                     |  |

| 31 juillet 2012 | Grande-Bretagne | 1 - 0   | Brésil | Wembley, Londres |  |
| 19h45 CEST      | 2e Houghton     | (1 - 0) |        |                  |  |
| 19h45 CEST      | Rapport         |         |        |                  |  |

1/4 de Finale
| 3 août 2012 | Grande-Bretagne | 0 - 2   | Canada                     | City of Coventry Stadium |  |
| 20h30 COCS  |                 | (0 - 2) | 12e Filigno · 26e Sinclair |                          |  |
| 20h30 COCS  | Rapport         |         |                            |                          |  |

## Gymnastique

### Artistique
Hommes
| Athlète                                                           | Compétition | Appareils | Appareils  | Appareils | Appareils | Appareils | Appareils | Qualification | Qualification | Appareils  | Appareils  | Appareils | Appareils | Appareils | Appareils | Finale  | Finale                              |
| Athlète                                                           | Compétition | S         | CA         | A         | SC        | BP        | BF        | Total         | Rang          | S          | CA         | A         | SC        | BP        | BF        | Total   | Rang                                |
| ----------------------------------------------------------------- | ----------- | --------- | ---------- | --------- | --------- | --------- | --------- | ------------- | ------------- | ---------- | ---------- | --------- | --------- | --------- | --------- | ------- | ----------------------------------- |
| Sam Oldham                                                        | Individuel  | 14.700    |            | 14.600    | 15.533    | 14.666    | 15.100    | 74.599        |               |            |            |           |           |           |           |         |                                     |
| Daniel Purvis                                                     | Individuel  | 15.200    | 13.400     | 15.033    | 16.100    | 14.733    | 14.733    | 89.199        |               |            |            |           |           |           |           |         |                                     |
| Louis Smith                                                       | Individuel  |           | 15.800     |           |           |           | 13.033    | 28.833        |               |            |            |           |           |           |           |         |                                     |
| Kristian Thomas                                                   | Individuel  | 15.366    | 14.133     | 14.566    | 16.200    | 14.625    | 15.366    | 90.256        |               |            |            |           |           |           |           |         |                                     |
| Max Whitlock                                                      | Individuel  | 15.266    | 14.900     | 14.133    | 16.033    | 13.900    |           | 74.232        |               |            |            |           |           |           |           |         |                                     |
| Sam Oldham Daniel Purvis Louis Smith Kristian Thomas Max Whitlock | Par équipes | 45,832 2e | 44,833 1er | 44,199 8e | 48,333 2e | 44,024 8e | 45,199 4e | 272,420       | 3e            | 46,132 1er | 45,932 1er | 43,066 8e | 48,182 2e | 44,566 7e | 43,833 7e | 271,711 | Médaille de bronze, Jeux olympiques |

Femmes
| Athlète                                                                       | Compétition | Appareils | Appareils | Appareils | Appareils | Qualification | Qualification | Appareils | Appareils | Appareils | Appareils | Finale | Finale |
| Athlète                                                                       | Compétition | S         | SC        | BA        | P         | Total         | Rang          | S         | SC        | BA        | P         | Total  | Rang   |
| ----------------------------------------------------------------------------- | ----------- | --------- | --------- | --------- | --------- | ------------- | ------------- | --------- | --------- | --------- | --------- | ------ | ------ |
| Imogen Cairns                                                                 | Individuel  | -         |           |           |           |               |               |           |           |           |           |        |        |
| Jennifer Pinches                                                              | Individuel  | 14.100    |           |           |           |               |               |           |           |           |           |        |        |
| Rebecca Tunney                                                                | Individuel  | 14.000    |           |           |           |               |               |           |           |           |           |        |        |
| Elizabeth Tweddle                                                             | Individuel  | 14.433    |           |           |           |               |               |           |           |           |           |        |        |
| Hannah Whelan                                                                 | Individuel  | 13.933    |           |           |           |               |               |           |           |           |           |        |        |
| Imogen Cairns Jennifer Pinches Rebecca Tunney Elizabeth Tweddle Hannah Whelan | Par équipes | 42.533    |           |           | 39.632    |               |               |           |           |           |           |        |        |

### Rythmique
| Athlète         | Compétition | Qualification | Qualification | Qualification | Qualification | Qualification | Qualification | Finale  | Finale | Finale | Finale | Finale | Finale |
| Athlète         | Compétition | Cerceau       | Ballon        | Massue        | Ruban         | Total         | Rang          | Cerceau | Ballon | Massue | Ruban  | Total  | Rang   |
| --------------- | ----------- | ------------- | ------------- | ------------- | ------------- | ------------- | ------------- | ------- | ------ | ------ | ------ | ------ | ------ |
| Francesca Jones | Individuel  |               |               |               |               |               |               |         |        |        |        |        |        |

| Athlète                                                                                 | Compétition | Qualification | Qualification       | Qualification | Qualification | Finale    | Finale              | Finale | Finale |
| Athlète                                                                                 | Compétition | 5 ballons     | 3 rubans 2 cerceaux | Total         | Rang          | 5 ballons | 3 rubans 2 cerceaux | Total  | Rang   |
| --------------------------------------------------------------------------------------- | ----------- | ------------- | ------------------- | ------------- | ------------- | --------- | ------------------- | ------ | ------ |
| Georgina Cassar Jade Faulkner Francesca Fox Lynne Hutchison Louisa Pouli Rachel Smithre | Par équipes |               |                     |               |               |           |                     |        |        |

### Trampoline
| Athlète            | Compétition | Séries | Séries | Finale | Finale |
| Athlète            | Compétition | Score  | Rang   | Score  | Rang   |
| ------------------ | ----------- | ------ | ------ | ------ | ------ |
| Katherine Driscoll | Femmes      |        |        |        |        |

## Haltérophilie
Les haltérophiles Britanniques bénéficient de trois places chez les hommes et deux chez les femmes pour les JO
- Compétition masculine - 3 places
- Compétition féminine - 2 places

## Handball
Les deux équipes masculine et féminine sont qualifiés automatiquement pour les JO.

### Tournoi masculin
Classement
| # | Équipe          | Pts | G | N | P | BP  | BC  | Diff |
| - | --------------- | --- | - | - | - | --- | --- | ---- |
| 1 | Islande         | 10  | 5 | 0 | 0 | 167 | 132 | +35  |
| 2 | France          | 8   | 4 | 0 | 1 | 159 | 110 | +49  |
| 3 | Suède           | 6   | 3 | 0 | 2 | 156 | 115 | +41  |
| 4 | Tunisie         | 4   | 2 | 0 | 3 | 121 | 125 | -4   |
| 5 | Argentine       | 2   | 1 | 0 | 4 | 113 | 138 | -25  |
| 6 | Grande-Bretagne | 0   | 0 | 0 | 5 | 96  | 192 | -96  |

|  | Qualifié pour les quarts de finale                                                                             |
|  | Éliminé |
|  | Pts points ; G victoires ; N nuls ; P défaites BP buts marqués ; BC buts encaissés ; Diff différence de points |

Matchs
| 29 juillet 19 h 30 | France  | 44 - 15  | Grande-Bretagne | Copper Box, Londres Affluence : 5 000 Arbitrage : M. Abdulla, S. J. Bamutref |
| 29 juillet 19 h 30 | Joli 11 | (21 - 7) | Garnham 6       | Copper Box, Londres Affluence : 5 000 Arbitrage : M. Abdulla, S. J. Bamutref |
| 29 juillet 19 h 30 | ×2      | Rapport  | ×3 ×4 ×1        | Copper Box, Londres Affluence : 5 000 Arbitrage : M. Abdulla, S. J. Bamutref |

| 31 juillet 14 h 30 | Grande-Bretagne | 19 - 41   | Suède     | Copper Box, Londres Affluence : 4 382 Arbitrage : N. Nikolić, D. Stojković |
| 31 juillet 14 h 30 | Larsson 4       | (10 - 24) | Ekberg 13 | Copper Box, Londres Affluence : 4 382 Arbitrage : N. Nikolić, D. Stojković |
| 31 juillet 14 h 30 | ×3 ×6 ×1        | Rapport   | ×3 ×4     | Copper Box, Londres Affluence : 4 382 Arbitrage : N. Nikolić, D. Stojković |

| 2 août 16 h 15 | Grande-Bretagne | 21 - 32   | Argentine    | Copper Box, Londres Affluence : 4 581 Arbitrage : Y. N. Coulibaly, M. Diabaté |
| 2 août 16 h 15 | Larsson 6       | (11 - 16) | Simonet S. 6 | Copper Box, Londres Affluence : 4 581 Arbitrage : Y. N. Coulibaly, M. Diabaté |
| 2 août 16 h 15 | ×4              | Rapport   | ×3           | Copper Box, Londres Affluence : 4 581 Arbitrage : Y. N. Coulibaly, M. Diabaté |

| 4 août 9 h 30 | Tunisie  | 34 - 17  | Grande-Bretagne | Copper Box, Londres Affluence : 4 319 Arbitrage : M. Gubica, B.Milosevic |
| 4 août 9 h 30 | Toumi 10 | (14 - 8) | Edgar 5         | Copper Box, Londres Affluence : 4 319 Arbitrage : M. Gubica, B.Milosevic |
| 4 août 9 h 30 | ×3 ×5    | Rapport  | ×3 ×6           | Copper Box, Londres Affluence : 4 319 Arbitrage : M. Gubica, B.Milosevic |

| 6 août 16 h 15 | Islande      | 41 - 24   | Grande-Bretagne | Copper Box, Londres Affluence : 4 856 Arbitrage : M. Abdulla, S. J. Bamutref |
| 6 août 16 h 15 | Sigurðsson 8 | (18 - 15) | Larsson 9       | Copper Box, Londres Affluence : 4 856 Arbitrage : M. Abdulla, S. J. Bamutref |
| 6 août 16 h 15 | ×3 ×4        | Rapport   | ×3 ×5           | Copper Box, Londres Affluence : 4 856 Arbitrage : M. Abdulla, S. J. Bamutref |

### Tournoi féminin
Classement
| # | Équipe          | Pts | J | G | N | P   | BP  | BC  | Diff |
| - | --------------- | --- | - | - | - | --- | --- | --- | ---- |
| 1 | Brésil          | 8   | 4 | 0 | 1 | 137 | 122 | +15 | +1   |
| 2 | Croatie         | 8   | 4 | 0 | 1 | 145 | 115 | +30 | -1   |
| 3 | Russie          | 7   | 3 | 1 | 1 | 151 | 125 | +26 |      |
| 4 | Monténégro      | 5   | 2 | 1 | 2 | 137 | 123 | +14 |      |
| 5 | Angola          | 2   | 1 | 0 | 4 | 133 | 142 | -9  |      |
| 6 | Grande-Bretagne | 0   | 0 | 0 | 5 | 91  | 166 | -75 |      |

|  | Qualifié pour les quarts de finale                                                                                       |
|  | Pts points ; J joués ; G victoires ; N nuls ; P défaites BP buts marqués ; BC buts encaissés ; Diff différence de points |

Matchs
| 28 juillet | Monténégro | 31 - 19   | Grande-Bretagne | Copper Box, Londres |  |
| 19 h 30    |            | (18 - 12) |                 |                     |  |
| 19 h 30    |            |           |                 |                     |  |

| 30 juillet | Grande-Bretagne | 16 - 37  | Russie | Copper Box, Londres |  |
| 14 h 30    |                 | (8 - 17) |        |                     |  |
| 14 h 30    |                 |          |        |                     |  |

| 1er août | Grande-Bretagne | 17 - 30  | Brésil | Copper Box, Londres |  |
| 16 h 15  |                 | (8 - 17) |        |                     |  |
| 16 h 15  | Rapport         |          |        |                     |  |

| 3 août | Angola         | 31 - 25   | Grande-Bretagne | Copper Box, Londres |  |
| 9 h 30 | Almeida 8 buts | (14 - 10) | Gerbron 9 buts  |                     |  |
| 9 h 30 | Rapport        |           |                 |                     |  |

| 5 août  | Croatie                                     | 37 - 14  | Grande-Bretagne     | Copper Box, Londres |  |
| 16 h 15 | Sonja Basic, Dijana Jovetic, Andrea Seric 5 | (17 - 6) | Kelsi Fairbrother 3 |                     |  |
| 16 h 15 | Rapport                                     |          |                     |                     |  |

## Hockey sur gazon
Les deux équipes masculine et féminine sont qualifiés automatiquement pour les JO. L'Angleterre, le Pays de Galles et l'Écosse concourent séparément dans la plupart des compétitions, mais ils envoient une équipe combinée gérée par la Fédération anglaise de hockey,.
- Compétition masculine - 1 équipe de 16 joueurs
- Compétition féminine - 1 équipe de 16 joueuses

## Judo
Les judokas britanniques reçoivent une place dans chacune des 14 catégories en vertu de l'organisation du tournoi olympique, soit le nombre maximal d'engagés
Hommes
| Athlète                 | Compétition     | 1/32 de finale      | 1/16 de finale      | 1/8 de finale       | Quarts de finale    | Demi-finales        | Repêchage 1         | Repêchage 2         | Finale              | Finale |
| Athlète                 | Compétition     | Adversaire Résultat | Adversaire Résultat | Adversaire Résultat | Adversaire Résultat | Adversaire Résultat | Adversaire Résultat | Adversaire Résultat | Adversaire Résultat | Rang   |
| ----------------------- | --------------- | ------------------- | ------------------- | ------------------- | ------------------- | ------------------- | ------------------- | ------------------- | ------------------- | ------ |
| Ashley McKenzie         | Moins de 60 kg  |                     |                     |                     |                     |                     |                     |                     |                     |        |
| Colin Oates             | Moins de 66 kg  |                     |                     |                     |                     |                     |                     |                     |                     |        |
| Daniel Williams         | Moins de 73 kg  |                     |                     |                     |                     |                     |                     |                     |                     |        |
| Euan Burton             | Moins de 81 kg  | NC                  |                     |                     |                     |                     |                     |                     |                     |        |
| Winston Gordon          | Moins de 90 kg  |                     |                     |                     |                     |                     |                     |                     |                     |        |
| James Austin            | Moins de 100 kg | NC                  |                     |                     |                     |                     |                     |                     |                     |        |
| Christopher Sherrington | Plus de 100 kg  | NC                  |                     |                     |                     |                     |                     |                     |                     |        |

Femmes
| Athlète       | Compétition    | 1/16 de finale      | 1/8 de finale       | Quarts de finale    | Demi-finales        | Repêchage 1         | Repêchage 2         | Finale              | Finale |
| Athlète       | Compétition    | Adversaire Résultat | Adversaire Résultat | Adversaire Résultat | Adversaire Résultat | Adversaire Résultat | Adversaire Résultat | Adversaire Résultat | Rang   |
| ------------- | -------------- | ------------------- | ------------------- | ------------------- | ------------------- | ------------------- | ------------------- | ------------------- | ------ |
| Kelly Edwards | Moins de 48 kg |                     |                     |                     |                     |                     |                     |                     |        |
| Sophie Cox    | Moins de 52 kg |                     |                     |                     |                     |                     |                     |                     |        |
| Sarah Clark   | Moins de 57 kg |                     |                     |                     |                     |                     |                     |                     |        |
| Gemma Howell  | Moins de 63 kg |                     |                     |                     |                     |                     |                     |                     |        |
| Sally Conway  | Moins de 70 kg |                     |                     |                     |                     |                     |                     |                     |        |
| Gemma Gibbons | Moins de 78 kg |                     |                     |                     |                     |                     |                     |                     |        |
| Karina Bryant | Plus de 78 kg  |                     |                     |                     |                     |                     |                     |                     |        |

## Lutte
La Grande-Bretagne bénéficie de trois places garanties aux Jeux en tant que nation hôte
- Compétitions hommes et femmes, lutte libre ou gréco-romaine - 3 places

## Natation
Les nageurs britanniques ont jusqu'ici atteint les minima de qualification dans les épreuves suivantes (au maximum 2 nageurs peuvent être qualifiés s'ils ont réussi les minima olympiques et un seul nageur pour les minima propres à chaque sélection), :
Deux nageurs (ou plus) ont réalisé les minima olympique
- 1 500 mètres nage libre hommes
- 200 mètres brasse hommes
- 200 mètres papillon hommes
- 200 mètres quatre nages hommes
- 400 mètres quatre nages hommes
- 400 mètres nage libre femmes
- 800 mètres nage libre femmes
- 100 mètres dos femmes
- 200 mètres dos femmes
- 200 mètres papillon femmes

Un nageur a réalisé les minima olympique
- 100 mètres dos hommes
- 200 mètres dos hommes
- 50 mètres nage libre femmes
- 100 mètres papillon femmes
- 200 mètres quatre nages femmes
- 400 mètres quatre nages femmes

Un nageur (ou plus) a réalisé les minima de la sélection
- 50 mètres nage libre hommes
- 100 mètres nage libre hommes
- 200 mètres nage libre hommes
- 400 mètres nage libre hommes
- 100 mètres brasse hommes
- 100 mètres papillon hommes
- 100 mètres nage libre femmes
- 200 mètres nage libre femmes
- 100 mètres brasse femmes
- 200 mètres brasse femmes

Un nageur recevra une place automatiquement dans les épreuves suivantes
- 10 kilomètres marathon hommes
- 10 kilomètres marathon femmes (Keri-Anne Payne après sa victoire aux championnats du monde[29])

## Natation synchronisée
En tant que nation hôte, la Grande-Bretagne aura une délégation de 9 nageuses prenant part au duo et à l'épreuve par équipes.
- Duo femmes - 1 équipe de 2 nageuses
- Par équipes femmes - 1 équipe de 9 nageuses

## Pentathlon moderne
En tant qu'hôte, la Grande-Bretagne reçoit une place de qualification automatique par sexe. Un maximum de deux hommes et de deux femmes seront en mesure de se qualifier pour la compétition.
- Compétition masculine - 1 place
- Compétition féminine - 1 place

## Plongeon
En tant que pays hôte, la Grande-Bretagne bénéficie automatiquement de quatre places dans les quatre épreuves de plongeon synchronisé. Par contre, les athlètes pour les épreuves individuelles doivent se qualifier grâce à leurs propres performances.
Plongeon synchronisé
- Tremplin à 3 mètres hommes - 1 équipe de deux plongeurs
- Haut-vol à 10 mètres hommes - 1 équipe de deux plongeurs
- Tremplin à 3 mètres femmes - 1 équipe de deux plongeuses
- Haut-vol à 10 mètres femmes - 1 équipe de deux plongeuses

## Taekwondo
En tant que nation hôte, la Grande-Bretagne bénéficie de 4 qualifiés, deux hommes et deux femmes
Les catégories de poids sélectionnées sont les suivantes:
- –68 kg hommes - 1 place
- –80 kg hommes - 1 place
- –57 kg hommes - 1 place
- –67 kg hommes - 1 place

## Tennis de table
Trois hommes et trois femmes britanniques disputeront les épreuves de tennis de table.
Hommes
| Athlète                                       | Compétition | Tour préliminaire | 1er tour         | 2e tour          | 3e tour          | 4e tour          | Quarts de finale | Demi-finales     | Finale           | Finale |
| Athlète                                       | Compétition | Adversaire Score  | Adversaire Score | Adversaire Score | Adversaire Score | Adversaire Score | Adversaire Score | Adversaire Score | Adversaire Score | Rang   |
| --------------------------------------------- | ----------- | ----------------- | ---------------- | ---------------- | ---------------- | ---------------- | ---------------- | ---------------- | ---------------- | ------ |
| Paul Drinkhall                                | Simple      |                   |                  |                  |                  |                  |                  |                  |                  |        |
| Andrew Baggaley Paul Drinkhall Liam Pitchford | Par équipes | NC                |                  | NC               | NC               | NC               |                  |                  |                  |        |

Femmes
| Athlète                           | Compétition | Tour préliminaire | 1er tour         | 2e tour          | 3e tour          | 4e tour          | Quarts de finale | Demi-finales     | Finale           | Finale |
| Athlète                           | Compétition | Adversaire Score  | Adversaire Score | Adversaire Score | Adversaire Score | Adversaire Score | Adversaire Score | Adversaire Score | Adversaire Score | Rang   |
| --------------------------------- | ----------- | ----------------- | ---------------- | ---------------- | ---------------- | ---------------- | ---------------- | ---------------- | ---------------- | ------ |
| Joanna Parker                     | Simple      |                   |                  |                  |                  |                  |                  |                  |                  |        |
| Na Liu Joanna Parker Kelly Sibley | Par équipes | NC                |                  | NC               | NC               | NC               |                  |                  |                  |        |

## Tir
En tant que nation hôte, la Grande-Bretagne se voit attribuer d'office un quota de neuf tireurs sur neuf épreuves différentes. Des places supplémentaires ont été octroyés à Richard Brickell au skeet masculin, Richard Faulds et Peter Wilson au double trap hommes et Georgina Geikie au tir au pistolet à 25 mètres.
Hommes
| Athlète          | Compétition                  | Qualification | Qualification | Finale | Finale |
| Athlète          | Compétition                  | Points        | Rang          | Points | Rang   |
| ---------------- | ---------------------------- | ------------- | ------------- | ------ | ------ |
| Richard Brickell | Skeet                        | 118           | 12e (éliminé) | -      | -      |
| Richard Faulds   | Double trap                  |               |               |        |        |
| Jon Hammond      | Carabine à 50 m 3 positions  |               |               |        |        |
| Jon Hammond      | Carabine à 50 m tir couché   |               |               |        |        |
| James Huckle     | Carabine à 50 m 3 positions  |               |               |        |        |
| James Huckle     | Carabine à 50 m tir couché   |               |               |        |        |
| James Huckle     | Carabine à 10 m air comprimé |               |               |        |        |
| Edward Ling      | Trap                         |               |               |        |        |
| Rory Warlow      | Skeet                        | 118           | 16e (éliminé) | -      | -      |
| Peter Wilson     | Double trap                  |               |               |        |        |

Femmes
| Athlète           | Compétition                  | Qualification | Qualification  | Finale | Finale |
| Athlète           | Compétition                  | Points        | Rang           | Points | Rang   |
| ----------------- | ---------------------------- | ------------- | -------------- | ------ | ------ |
| Elena Allen       | Skeet                        | 60            | 14e (éliminée) | -      | -      |
| Georgina Geikie   | Pistolet à 25 m              | 562           | 37e (éliminée) | -      | -      |
| Georgina Geikie   | Pistolet à 10 m air comprimé | 359           | 47e (éliminée) | -      | -      |
| Charlotte Kerwood | Trap                         |               |                |        |        |
| Jennifer McIntosh | Carabine à 10 m air comprimé | 392           | 36e (éliminée) | -      | -      |

## Tir à l'arc
En tant que pays organisateur, la Grande-Bretagne reçoit automatiquement six places (soit le maximum) pour les épreuves individuelles de tir à l'arc, ainsi qu'une qualification d'office pour les deux concours par équipes.
Hommes
| Athlète                                 | Compétition        | Tour préliminaire | Tour préliminaire | 1er tour         | 2e tour          | 3e tour          | Quarts de finale | Demi-finales     | Finale           | Finale |
| Athlète                                 | Compétition        | Score             | Rang              | Adversaire Score | Adversaire Score | Adversaire Score | Adversaire Score | Adversaire Score | Adversaire Score | Rang   |
| --------------------------------------- | ------------------ | ----------------- | ----------------- | ---------------- | ---------------- | ---------------- | ---------------- | ---------------- | ---------------- | ------ |
| Laurence Godfrey                        | Individuel hommes  |                   |                   |                  |                  |                  |                  |                  |                  |        |
| Simon Terry                             | Individuel hommes  |                   |                   |                  |                  |                  |                  |                  |                  |        |
| Alan Wills                              | Individuel hommes  |                   |                   |                  |                  |                  |                  |                  |                  |        |
| Laurence Godfrey Simon Terry Alan Wills | Par équipes hommes |                   |                   | NC               | NC               |                  |                  |                  |                  |        |

Femmes
| Athlète                                    | Compétition        | Tour préliminaire | Tour préliminaire | 1er tour         | 2e tour          | 3e tour          | Quarts de finale | Demi-finales     | Finale           | Finale |
| Athlète                                    | Compétition        | Score             | Rang              | Adversaire Score | Adversaire Score | Adversaire Score | Adversaire Score | Adversaire Score | Adversaire Score | Rang   |
| ------------------------------------------ | ------------------ | ----------------- | ----------------- | ---------------- | ---------------- | ---------------- | ---------------- | ---------------- | ---------------- | ------ |
| Naomi Folkard                              | Individuel femmes  |                   |                   |                  |                  |                  |                  |                  |                  |        |
| Amy Oliver                                 | Individuel femmes  |                   |                   |                  |                  |                  |                  |                  |                  |        |
| Alison Williamson                          | Individuel femmes  |                   |                   |                  |                  |                  |                  |                  |                  |        |
| Naomi Folkard Amy Oliver Alison Williamson | Par équipes femmes |                   |                   | NC               | NC               |                  |                  |                  |                  |        |

## Triathlon
Grâce à sa victoire lors de l'épreuve de Londres des Championnats du monde de triathlon, Helen Jenkins est devenue la deuxième britannique à se qualifier pour les JO. Le lendemain, Alistair Brownlee et son frère Jonathan Brownlee, respectivement premier et troisième de l'épreuve de Londres ont également validé leur billet, devenant les troisième et quatrième qualifiés de la délégation.

## Voile
En tant que pays hôte, la Grande-Bretagne bénéficie de places de qualification automatique dans chaque catégorie de bateau.
- Planche à voile : 1 place
- Dériveur en solitaire : 1 place
- Dériveur lourd en solitaire : 1 place
- Dériveur à deux équipiers : 1 équipage de 2 navigateurs
- Dériveur haute performance à deux équipiers : 1 équipage de 2 navigateurs
- Quillard hommes : 1 équipage de 2 navigateurs
- Planche à voile : 1 place
- Dériveur en solitaire : 1 place
- Dériveur à deux équipiers : 1 équipage de 2 navigatrices
- Quillard de match racing femmes : 1 équipage de 2 navigatrices

## Volley-ball
Les deux équipes masculine et féminine sont qualifiés automatiquement pour les JO.

### Beach-volley
| Athlète                              | Compétition      | Tour préliminaire                                                                    | Classement | Rattrapage        | Huitièmes de finale | Quarts de finale  | Demi-finales      | Finale            | Finale |  |
| Athlète                              | Compétition      | Adversaires Score                                                                    | Classement | Adversaires Score | Adversaires Score   | Adversaires Score | Adversaires Score | Adversaires Score | Rang   |  |
| ------------------------------------ | ---------------- | ------------------------------------------------------------------------------------ | ---------- | ----------------- | ------------------- | ----------------- | ----------------- | ----------------- | ------ |  |
| John Garcia Thompson Steve Grotowski | Tournoi masculin | Poule F Binstock – Reader (CAN) Cunha – Santos (BRA) Skarlund – Spinnangr (NOR)      |            |                   |                     |                   |                   |                   |        |  |
| Zara Dampney Shauna Mullin           | Tournoi féminin  | Poule F Lessard – Martin (CAN) Cicolari – Menegatti (ITA) Khomyakova – Ukolova (RUS) |            |                   |                     |                   |                   |                   |        |  |

### Volley-ball (indoor)

#### Tournoi masculin
Classement
Les quatre premières équipes de la poule sont qualifiées.
- Qualifiés pour les quarts de finale
- Éliminés

| # | Équipe          | Pts | J | G | Gt | Pt | P | Sp | Sc | Ratio | Pp  | Pc  | Ratio |
| 1 | Bulgarie        | 12  | 5 | 4 | 0  | 0  | 1 | 13 | 4  | 3.25  | 407 | 390 | 1.044 |
| 2 | Pologne         | 9   | 5 | 3 | 0  | 0  | 2 | 11 | 7  | 1.571 | 433 | 374 | 1.158 |
| 3 | Argentine       | 9   | 5 | 3 | 0  | 0  | 2 | 10 | 7  | 1.429 | 382 | 367 | 1.041 |
| 4 | Italie          | 8   | 5 | 2 | 1  | 0  | 2 | 10 | 9  | 1.111 | 426 | 413 | 1.031 |
| 5 | Australie       | 7   | 5 | 2 | 0  | 1  | 2 | 8  | 10 | 0.8   | 395 | 397 | 0.995 |
| 6 | Grande-Bretagne | 0   | 5 | 0 | 0  | 0  | 5 | 0  | 15 | 0     | 274 | 376 | 0.729 |

Matchs

#### Tournoi féminin
Classement
Les quatre premières équipes de la poule sont qualifiées.
- Qualifiés pour les quarts de finale
- Éliminés

| # | Équipe                 | Pts | J | G | Gt | Pt | P | Sp | Sc | Ratio | Pp  | Pc  | Ratio |
| 1 | Russie                 | 14  | 5 | 4 | 1  | 0  | 0 | 15 | 4  | 3.75  | 459 | 352 | 1.304 |
| 2 | Italie                 | 13  | 5 | 4 | 0  | 1  | 0 | 14 | 5  | 2.8   | 444 | 368 | 1.207 |
| 3 | Japon                  | 9   | 5 | 3 | 0  | 0  | 2 | 11 | 6  | 1.833 | 401 | 335 | 1.197 |
| 4 | République dominicaine | 6   | 5 | 2 | 0  | 0  | 3 | 8  | 9  | 0.889 | 374 | 362 | 1.033 |
| 5 | Grande-Bretagne        | 2   | 5 | 0 | 1  | 0  | 4 | 3  | 14 | 0.214 | 295 | 398 | 0.741 |
| 6 | Algérie                | 1   | 5 | 0 | 0  | 1  | 4 | 2  | 15 | 0.133 | 252 | 410 | 0.615 |

Matchs

## Water-polo
Les deux équipes masculine et féminine sont qualifiés automatiquement pour les JO
- Compétition masculine - 1 équipe de 13 joueurs
- Compétition féminine - 1 équipe de 13 joueuses